# Charles-Edmond Perrin
Charles-Edmond Perrin (Château-Salins, 18 ottobre 1887 – Parigi, 13 febbraio 1974) è stato un medievista francese.

## Biografia
Dopo essersi laureato in storia geografia all'École normale supérieure, ottenne l'abilitazione all'insegnamento nelle scuole superiori.
Discussa una dissertazione di dottorato in storia medievale, insegnando a Grenoble, a Strasburgo dove nel '47 gli succedette Robert Boutruche, e infine alla Sorbona di Parigi.
Il 10 marzo 1950 fu formalmente eletto membro ordinario dell'Académie des inscriptions et belles-lettres, della quale divenne presidente sette anni più tardi Mantenne tale carica fino alla morte, sopraggiunta nel 1974.
Amico di Marc Bloch, ebbe tra i propri allievi Georges Duby e Pierre Marot, futuro presidente dell'accademia francese.